# Georges-Antoine Rochegrosse
Georges-Antoine Rochegrosse né le 2 août 1859 à Versailles et mort le 11 juillet 1938 à El Biar (Algérie) est un peintre, décorateur et illustrateur français.

## Biographie

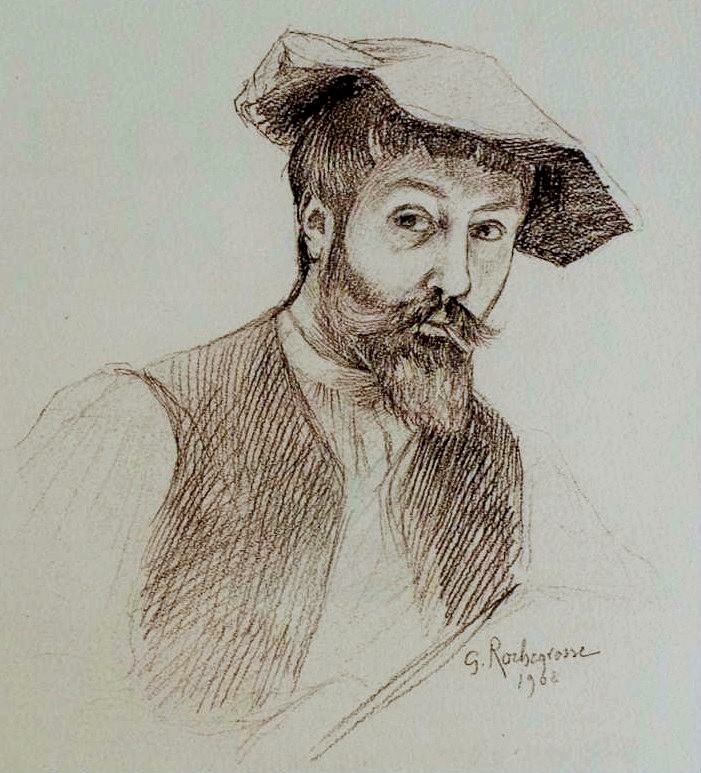
Autoportrait (1908), publié dans Le Chevalier aux fleurs d'Octave Charpentier.

Georges-Antoine Rochegrosse naît d'Élise Marie Bourotte (1828-1904) et de Jules Jean Baptiste Rochegrosse qui meurt en 1874. En 1875, sa mère se remarie avec le poète Théodore de Banville dont Georges-Antoine devient le fils adoptif. Il fréquente les artistes et les hommes de lettres que son beau-père reçoit chez lui : Paul Verlaine, Stéphane Mallarmé, Arthur Rimbaud, Victor Hugo et Gustave Flaubert.
Il commence sa formation de peintre auprès d'Alfred Dehodencq, puis entre en 1871 à l'Académie Julian à Paris dans les ateliers de Jules Joseph Lefebvre et Gustave Boulanger, et termine ses études à l'École des beaux-arts de Paris. Il concourt par deux fois sans succès pour le prix de Rome en 1880 et 1881, et débute au Salon de 1882 où il est médaillé. L'année suivante, il obtient une bourse pour effectuer un voyage d'études qui lui permet de parcourir toute l'Europe.
Au début de sa carrière, il pratique la peinture d'histoire et s'essaye au symbolisme. Peintre reconnu et apprécié de la bonne société, Rochegrosse est nommé chevalier de la Légion d'honneur en 1892. Puis il se tourne vers l'orientalisme en découvrant l'Algérie en 1894, où il fait connaissance de Marie Leblon, qu'il épouse en 1896. Elle est l'amour de sa vie, sa femme, sa muse et son modèle. Il vit et travaille dans la maison de la cité Chaptal à Paris, qui hébergera plus tard le théâtre du Grand-Guignol.
Il s'établit avec son épouse, Marie Rochegrosse, à El Biar, dans la banlieue d'Alger, en 1900. Il fait chaque été le voyage à Paris où il est membre du jury du Salon des artistes français. Le couple demeure au début dans la villa des Oliviers, puis s'installe dans un petit pavillon. Le couple fait construire une villa baptisé Djenan Meryem (le Jardin de Marie). Ils passent l'hiver en Algérie et l'été à Paris. Ils font construire une maison plus simple à Sidi-Ferruch le long de la plage. En 1910, Rochegrosse fait réaliser un atelier, Dar es Saouar, où il reçoit ses élèves. La même année, il est promu officier de la Légion d'honneur. À partir d'octobre 1910, il parraine l'artiste Jeanne Granès, qui ouvre une école d'art à Alger : il se charge de l'atelier de peinture.
En 1905, il est professeur à l'Académie Druet, fondée à Paris en 1904 par le peintre Antoine Druet (1857-1921). Admiré par ses contemporains, en particulier son beau-père Théodore de Banville ou Conan Doyle, il est un membre influent de la Société des peintres orientalistes français. Rochegrosse expose non seulement à Paris, mais aussi au Salon des artistes algériens et préside le jury de l'Union artistique de l'Afrique du Nord dès 1925, fondée par Roméo Aglietti. ainsi que le Syndicat professionnel des artistes algériens.
Il est profondément marqué par la Première Guerre mondiale et par la mort de son épouse, en 1920, des suites d'une maladie contractée à l'hôpital d'Alger où elle était infirmière. Inconsolable, il va jusqu'à ajouter le « M » de Marie à sa signature (G. M. Rochegrosse). Sa peinture prend alors un tour plus pessimiste se teintant de religiosité. Il puise de plus en plus son inspiration dans le jardin de sa villa algérienne. Il en représente maintes fois les allées et la végétation luxuriante. Il finit par épouser sa gouvernante Antoinette Arnau, revient à Alger en 1937 et meurt l'année suivante. Son corps est transféré et inhumé à Paris au cimetière du Montparnasse (12e division).

## Distinctions
- Officier de la Légion d'honneur
- Officier du Nichan Iftikhar. Bey de Tunis

## Collections publiques

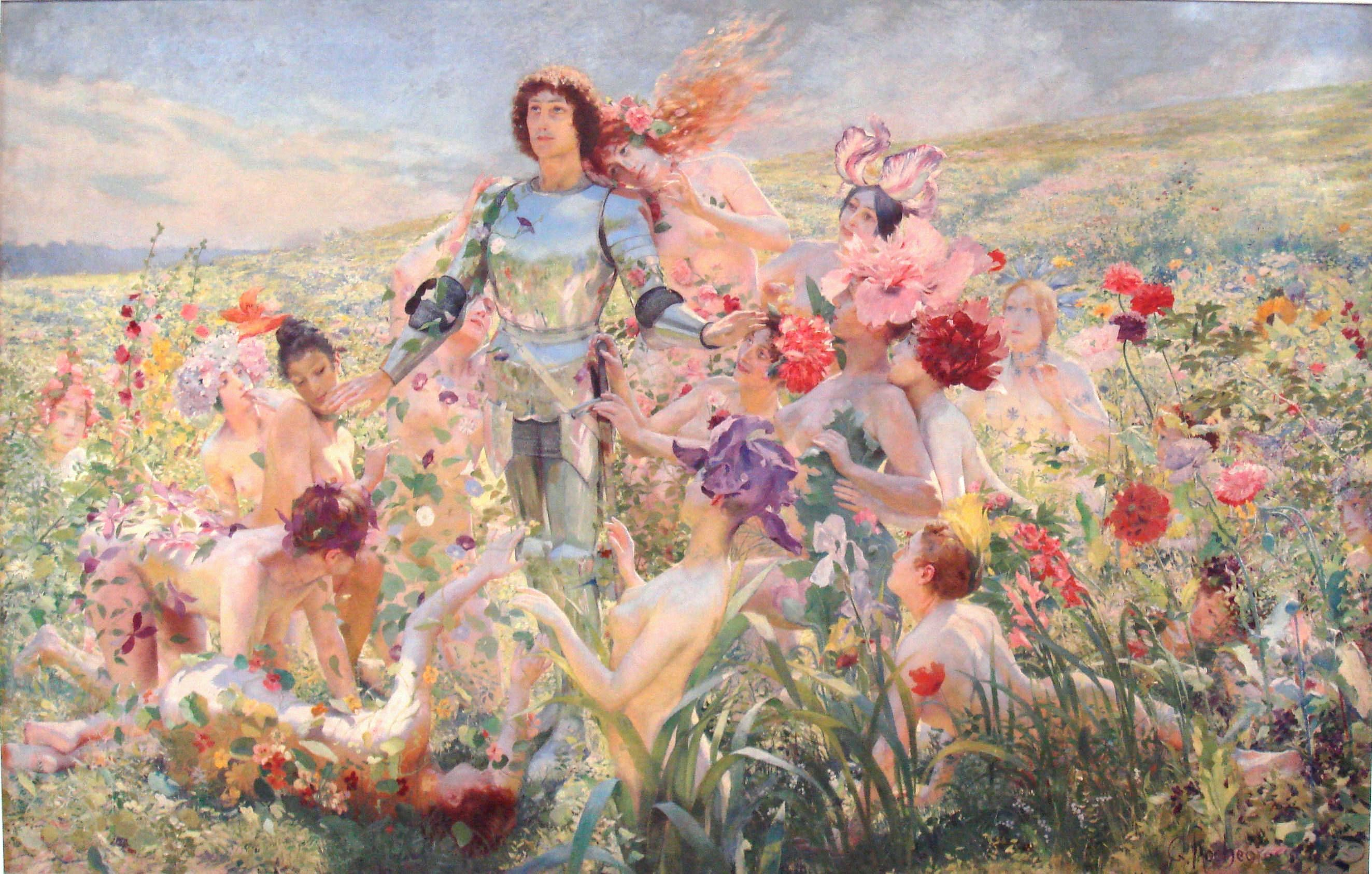
Le Chevalier aux fleurs (1894), Paris, musée d'Orsay.

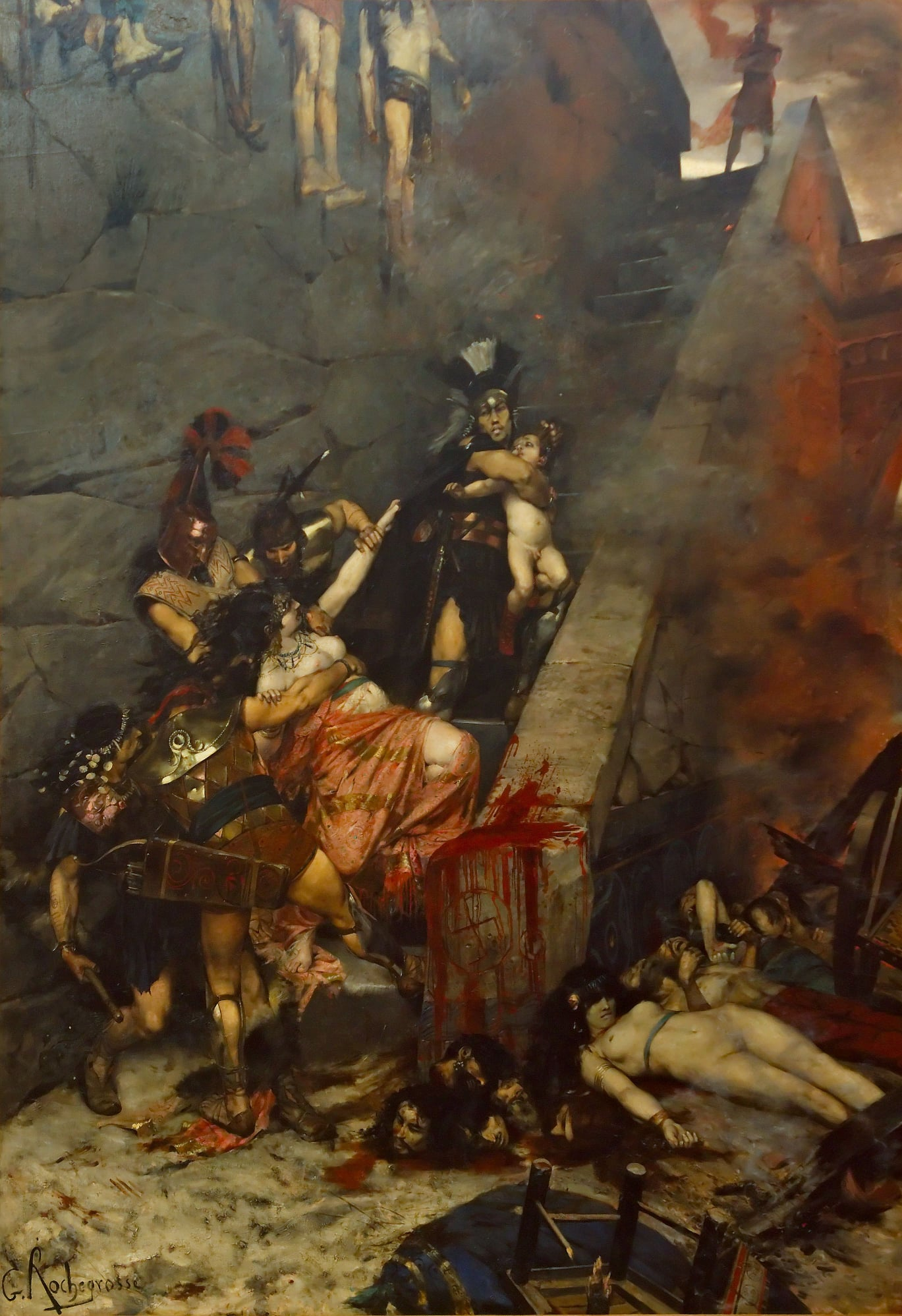
Andromaque (1883), musée des Beaux-Arts de Rouen.

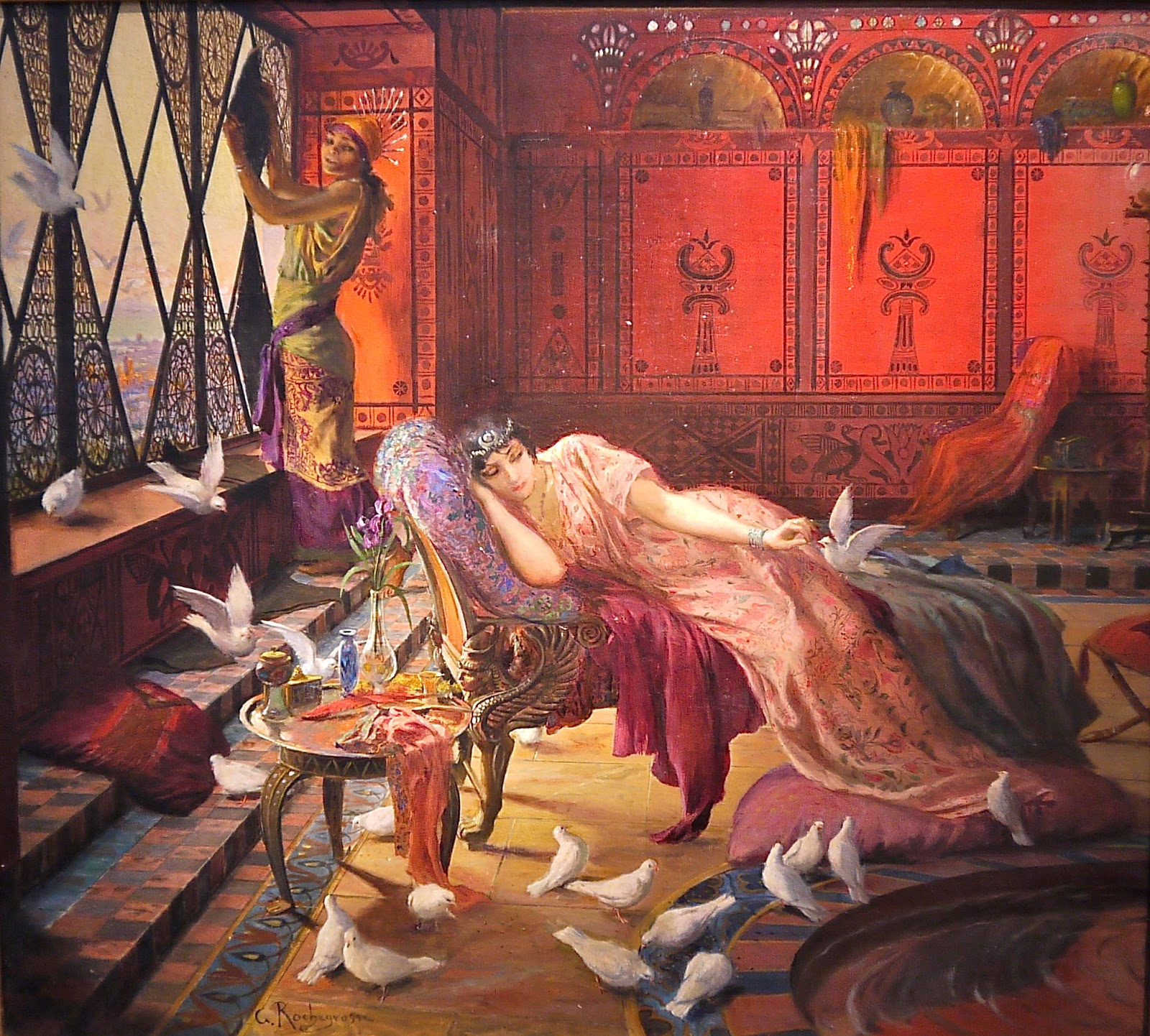
Salambô et les Colombes (1895), musée d'Art et d'Histoire de Dreux.

### En Algérie
- Alger
  - mosquée El-Wartilani, ancienne église Sainte-Marcienne, boulevard de Télemly : La Parole d'Amour.
  - musée national des Beaux-Arts : La Course au Bonheur ou Angoisse humaine, 1896, localisation actuelle inconnue[8].
- El Biar :
  - bibliothèque : L'Essai d'interprétation picturale de la Messe en si mineur de Jean-Sébastien Bach, détruit lors de la transformation de l'église Notre-Dame du Mont-Carmel en bibliothèque en 1962.
  - mairie, salle du Conseil municipal ou salle des mariages : peinture murale allégorique. Le peintre s'est représenté peignant à son chevalet avec dans son dos une silhouette féminine[9].
- Localisation inconnue :
  - Le Repentir, anciennement dans le presbytère de l'église Saint-Anne de La Redoute à Alger, église détruite après l'indépendance.
  - La Joie rouge, 1906, huile sur toile, dimensions : 9 × 11 m, médaille d'honneur au Salon de 1906, orna le foyer de l'opéra d'Alger jusqu'en 1933-1935, dates de la rénovation à la suite d'un incendie du bâtiment. La toile fut retrouvée roulée en 1942, le tout en très mauvais état et quelques fragments dont la partie centrale furent exposés au nouvel hôtel de ville d'Alger. Elle s'y trouvait encore en 1964.

### En France
- Amiens, musée de Picardie : L'Assassinat de l'empereur Geta (1899), huile sur toile.
- Besançon, musée des Beaux-Arts et d'Archéologie : Idylle au clair de lune, 1895, huile sur toile.
- Bourgogne (Marne), Mausolée de Bourgogne : ensemble dans le style byzantin pour la chapelle Faynot (1900-1914), mosaïques et vitraux.
- Dijon, musée des Beaux-Arts : 
  - La Course au bonheur, esquisse ;
  - La Pyramide humaine, vers 1896, huile sur toile, 85,5 × 69 cm.
- Dreux, musée d'Art et d'Histoire : Salambô et les Colombes, huile sur toile, vers 1895 (inv. 957.003.001).
- Grenoble, musée de Grenoble : La Curée, vers 1884, huile sur toile.
- Lille, palais des Beaux-Arts : La Folie de Nabuchodonosor, 1883, huile sur toile.
- Marseille, château Borély : Vase de la Guerre, vers 1892-1893, peinture sur porcelaine.

- Moulins, musée Anne-de-Beaujeu :

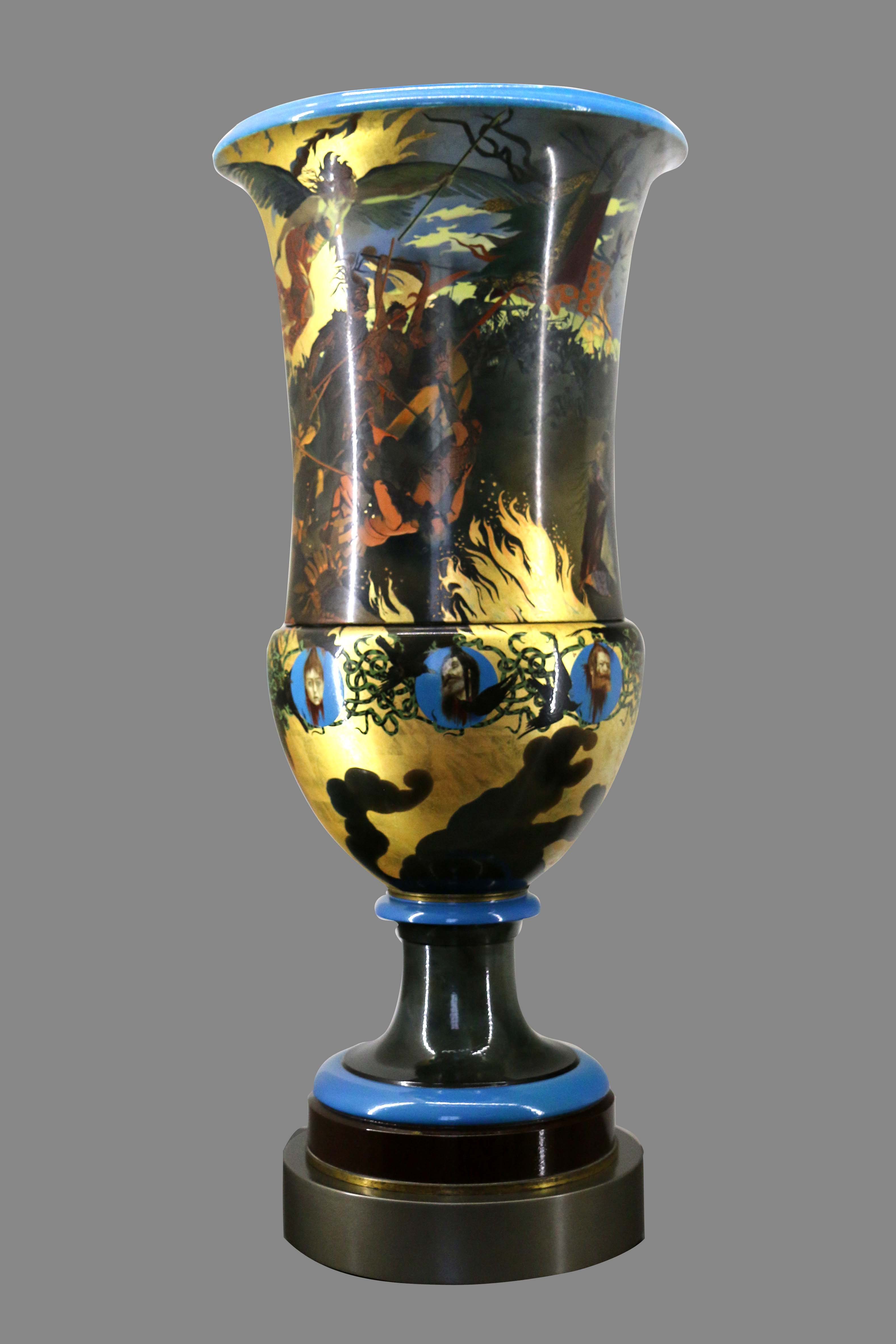
Vase de la Guerre (vers 1892-1893), Marseille, château Borély.

  - Autoportrait, vers 1885-1886, huile sur toile ;
  - Salammbô, 1886, huile sur toile ;
  - L'Appel, 1923, huile sur toile ;
  - Le Bal des ardents, 1889, huile sur toile[10]. Le musée possède de nombreuses toiles, aquarelles et illustrations. Il a organisé une rétrospective sur le peintre en 2013-2014.
- Nantes, musée d'Arts : La Mort de la Pourpre, 1914, huile sur toile.
- Nîmes, musée des Beaux-Arts : Les Héros de Marathon, l'attaque, 1911, huile sur toile.
- Paris : 
  - École nationale supérieure des beaux-arts : Mascarade descendant les Champs-Élysées, 1884, huile sur toile.
  - musée d'Orsay : Le Chevalier aux fleurs ou Le Prédestiné, revêtu de la symbolique Armure d'Argent, va vers l'Idée, insoucieux des Appels de la Vie, 1894, huile sur toile.
  - bibliothèque de la Sorbonne : Le Chant des muses éveille l'âme humaine, 1898, peinture murale de l'escalier.
  - Mobilier national : La France en Afrique, 1899, tapisserie de haute-lisse.

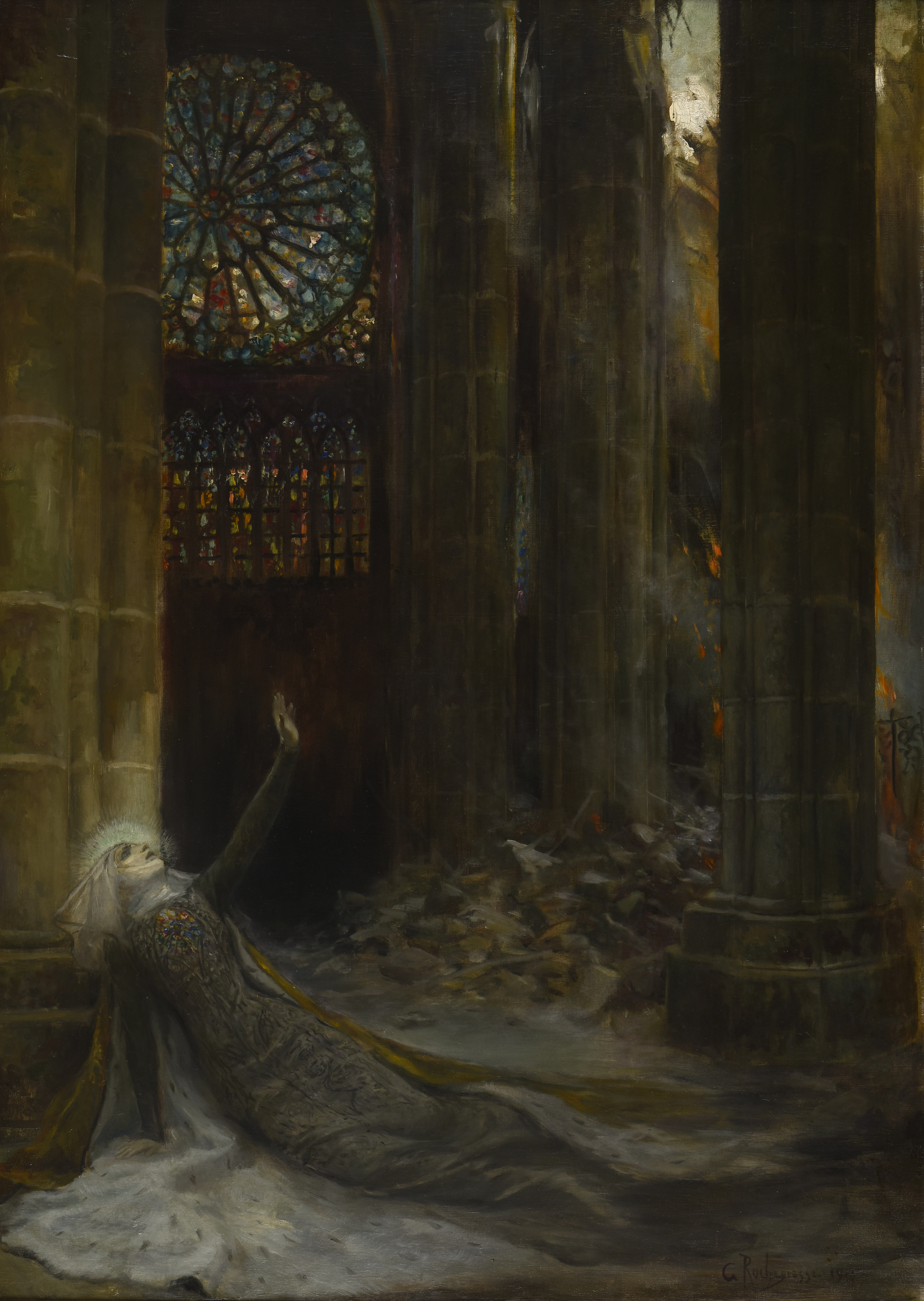
Intérieur de cathédrale, Reims musée des Beaux-Arts

- Intérieur de cathédrale, Reims musée des Beaux-ArtsReims, musée des Beaux-Arts : Intérieur de Cathédrale[11], 1915, huile sur toile.
- Rouen, musée des Beaux-Arts : Andromaque, 1883, huile sur toile.
- Sens, musée de Sens : Vitellius traîné dans les rues de Rome par la populace, 1882, huile sur toile.
- Vendôme, musée de Vendôme : Les Maîtres chanteurs, scène de quintette, 1896, huile sur toile.
- Villers-Cotterêts, musée Alexandre-Dumas : Du sang, des larmes…, 1920, huile sur toile.

## Affiches

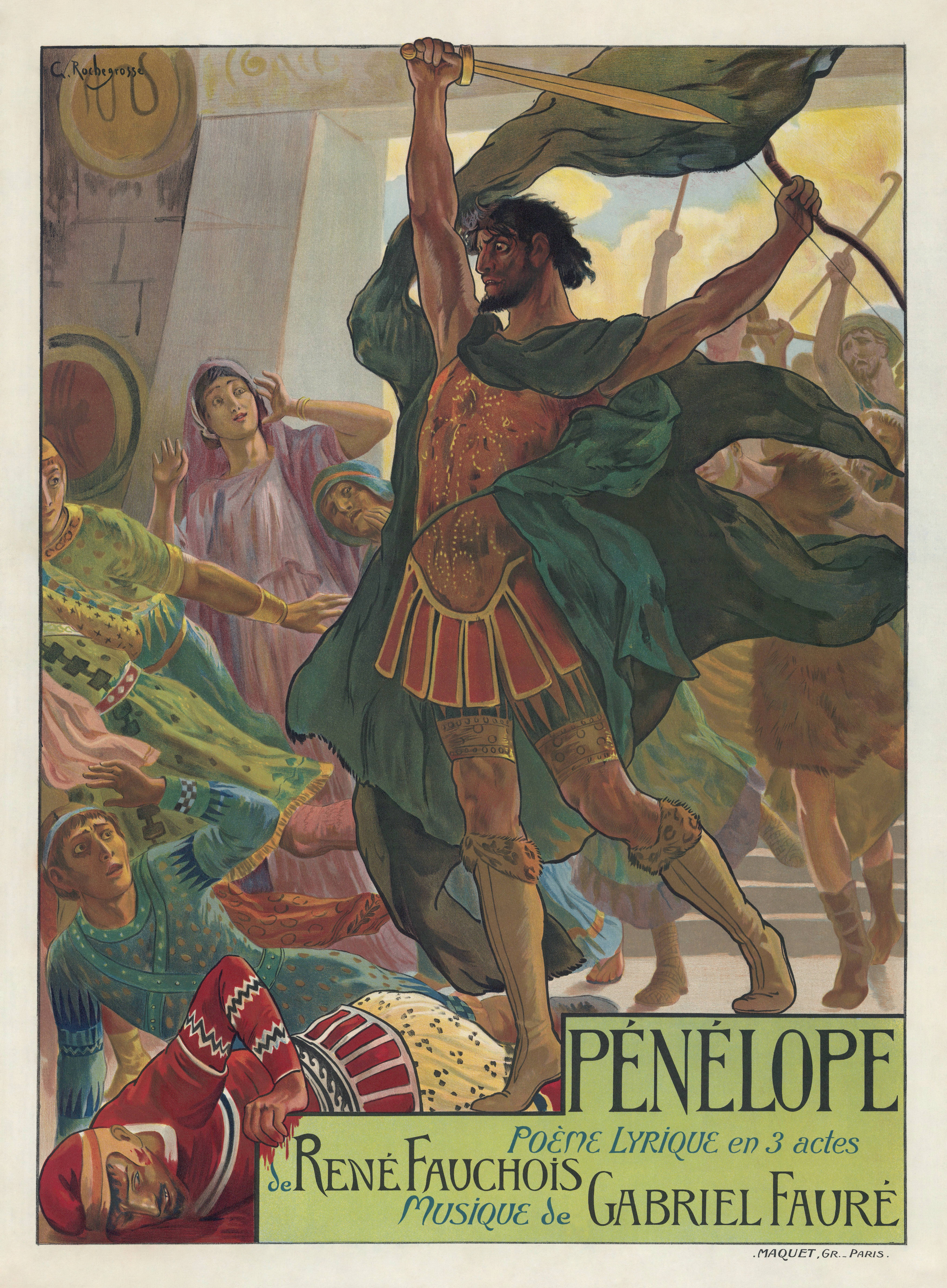
Affiche pour l'opéra Pénélope (1913).

- 1891 : Lohengrin, opéra de Richard Wagner[12].
- 1891 : Tannhaüser, opéra de Richard Wagner.
- 1892 : Samson et Dalila, opéra de Camille Saint-Saens, créé à Monte-Carlo puis à l'Opéra de Paris.
- 1893 : Le Vaisseau fantôme, opéra de Richard Wagner.
- 1900 : Louise, roman musical de Gustave Charpentier, créé à l'Opéra-comique[13].
- 1901 : 4e exposition internationale Salon de l'automobile, du cycle et des sports, par l'Automobile-Club de France, Paris Grand-Palais du 10 au 25 décembre.
- 1904 : Le Jongleur de Notre-Dame, miracle lyrique de Maurice Léna, musique de Jules Massenet, créé à Monte-Carlo puis à Paris à l'Opéra-comique.
- 1910 : Don Quichotte, comédie héroïque d'Henri Cain, musique de Jules Massenet, créé à Monte-Carlo puis à Paris à la Gaité-Lyrique.
- 1911 : Exposition internationale Rome, par Chemins de Fer Paris-Lyon-Méditerranée, de mars à novembre.
- 1912 : Roma, opéra tragique d'Henri Cain, musique de Jules Massenet, créé à l'Opéra de Paris.
- 1913 : Pénélope, poème lyrique de Réné Fauchois, musique de Gabriel Fauré, créé à Monte-Carlo puis à Paris au théâtre des Champs-Élysées.
- 1919 : Gismonda, drame lyrique d'après Victorien Sardou, musique de Henry Février, créé à l'Opéra-comique de Paris le 15 octobre.
- 1921 : Antar, conte héroïque de Chékri Ganem, musique de Gabriel Dupont, créé à l'Opéra de Paris.

## Illustrations

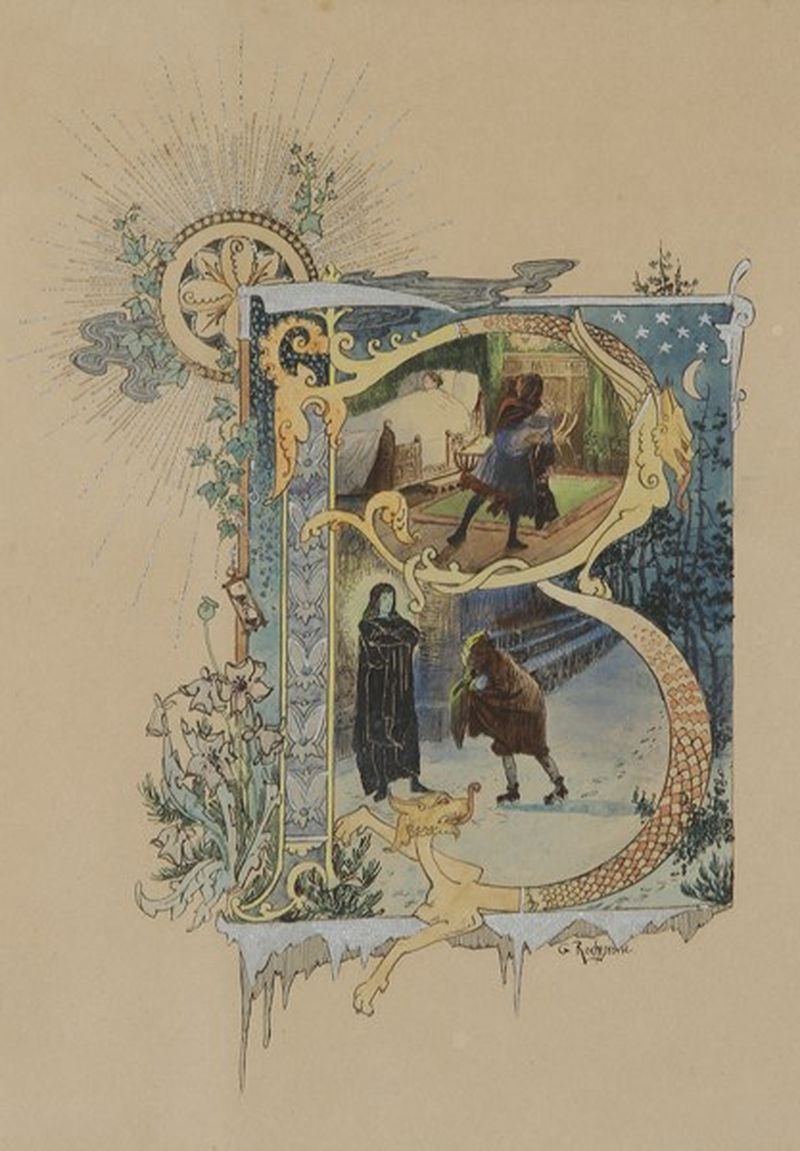
Illustration pour Trois légendes d'or, d'argent et de cuivre, de Jérôme Doucet (1901).

- Maurice Bouchor,  Contes parisiens en vers, vers 1880.
- Théodore de Banville, nombreux frontispices dès 1881.
- Armand Silvestre, Le Péché d’Ève, Paris, E. Rouveyre et G. Blond, 1882[14]
- Victor Hugo, Han d'Islande, Paris, E. Hugues, 1885[15].
- Victor Hugo, L'Homme qui rit, Paris, E. Hugues, 1886[16].
- Eschyle, l'Orestie, Paris, Librairie des bibliophiles, 1889.
- Jean Richepin, Les Débuts de César Borgia, Paris, Société des bibliophiles contemporains, 1890[17].
- Gustave Flaubert, Hérodias, Paris, A. Ferroud, 1892[18].
- Théophile Gautier, La Chaîne d'or, Paris, A. Ferroud, 1896[19].
- Gustave Flaubert, Salammbô, Paris, A. Ferroud, 1900, tome 1[20], tome 2[21].
- Maurice Sand, L'Augusta, Paris, H. Floury, 1900.
- Jérôme Doucet, Trois légendes d'or, d'argent et de cuivre, Paris, A. Ferroud, 1901.
- Camille Mauclair, Le Poison des pierreries, Paris, F. Ferroud, 1903[22].
- Théodore de Banville, Les Princesses, Paris, F. Ferroud, 1904.
- Pierre Louÿs, Ariane ou le chemin de la paix éternelle, Paris, Ch. Meunier, 1904.
- Auguste de Villiers de l'Isle-Adam, Akëdysseril, Paris, L. Conard, 1906[23].
- Gustave Flaubert, La Tentation de Saint Antoine, Paris, F. Ferroud, 1907[24].
- Elim Demidoff, Les Égarements, Paris, typ. Philippe Renouard, 1909.

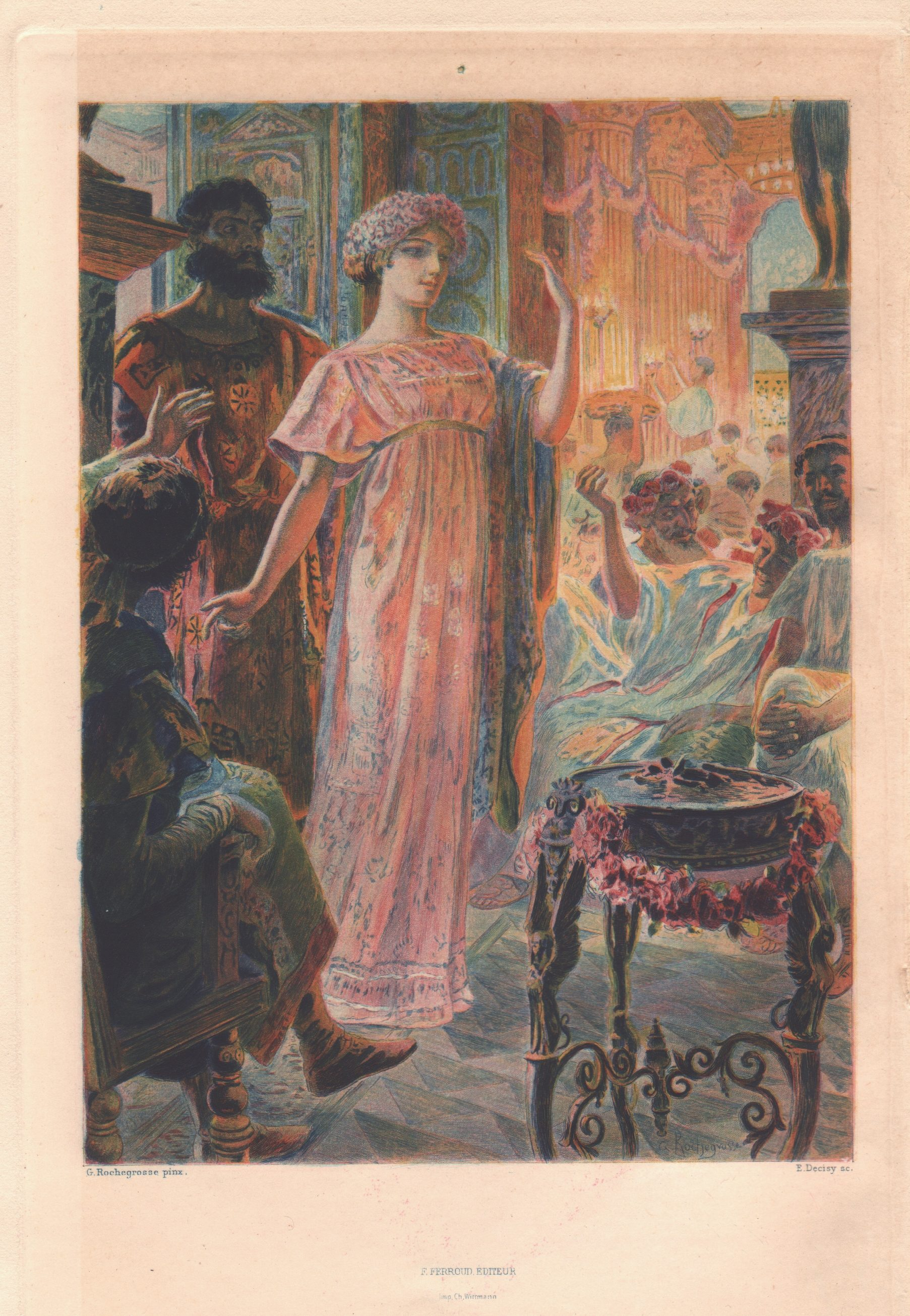
Illustration pour Thaïs, d'Anatole France (1909).

- Anatole France, Thaïs, Paris, F. Ferroud, 1909[25].
- Charles Baudelaire, Les Fleurs du mal, Paris, F. Ferroud, 1910[26].
- Pétrone, Le Satyricon, Paris, L. Conard, 1910[27].
- Edmond Rostand, La princesse lointaine et La Samaritaine, 1910[28].
- José-Maria de Heredia, Les Trophées, Paris, F. Ferroud, 1914[29].
- Charles Baudelaire, Les Fleurs du mal (nouvelle version), Paris, F. Ferroud, 1917.
- Théophile Gautier, Le Roman de la momie, Paris, F. Ferroud, 1920.
- Maurice Maindron, Saint-Cendre, Paris, La Connaissance, 1924.
- Anatole France, Le Puits de Sainte Claire, Paris, F. Ferroud, 1925[30].
- Edgar Allan Poe, Le Scarabée d'or, Paris, F. Ferroud, 1926[31].
- Homère, L'Odyssée, Paris, F. Ferroud, 1931[32].

## Salon des artistes français
- 1882 : Vitellius traîné dans les rues de Rome par la populace, 3e médaille.
- 1883 : Andromaque, prix du Salon et 2e médaille.
- 1894 : Le Chevalier aux fleurs.
- 1898 : Le Chant des muses éveille l'âme humaine, décoration pour la bibliothèque de la Sorbonne.
- 1906 : La Joie rouge, médaille d'honneur.
- 1908 : Le Miroir et Courtisanes.
- 1914 : La Mort de la Pourpre et Ulysse et les Sirènes.
- 1920 : Du sang, des larmes….
- 1928 : En présence de Dieu.
- 1935 : Djenan-Meryem, le coin des chrysanthèmes.

## Expositions
- Exposition universelle de Paris de 1889, médaille de bronze.
- Exposition universelle de 1900, panneau central de la salle des fêtes, médaille d'or.
- Du 29 juin 2013 au 5 janvier 2014, « Georges-Antoine Rochegrosse. Les fastes de la décadence », Moulins, musée Anne-de-Beaujeu.

## Élèves

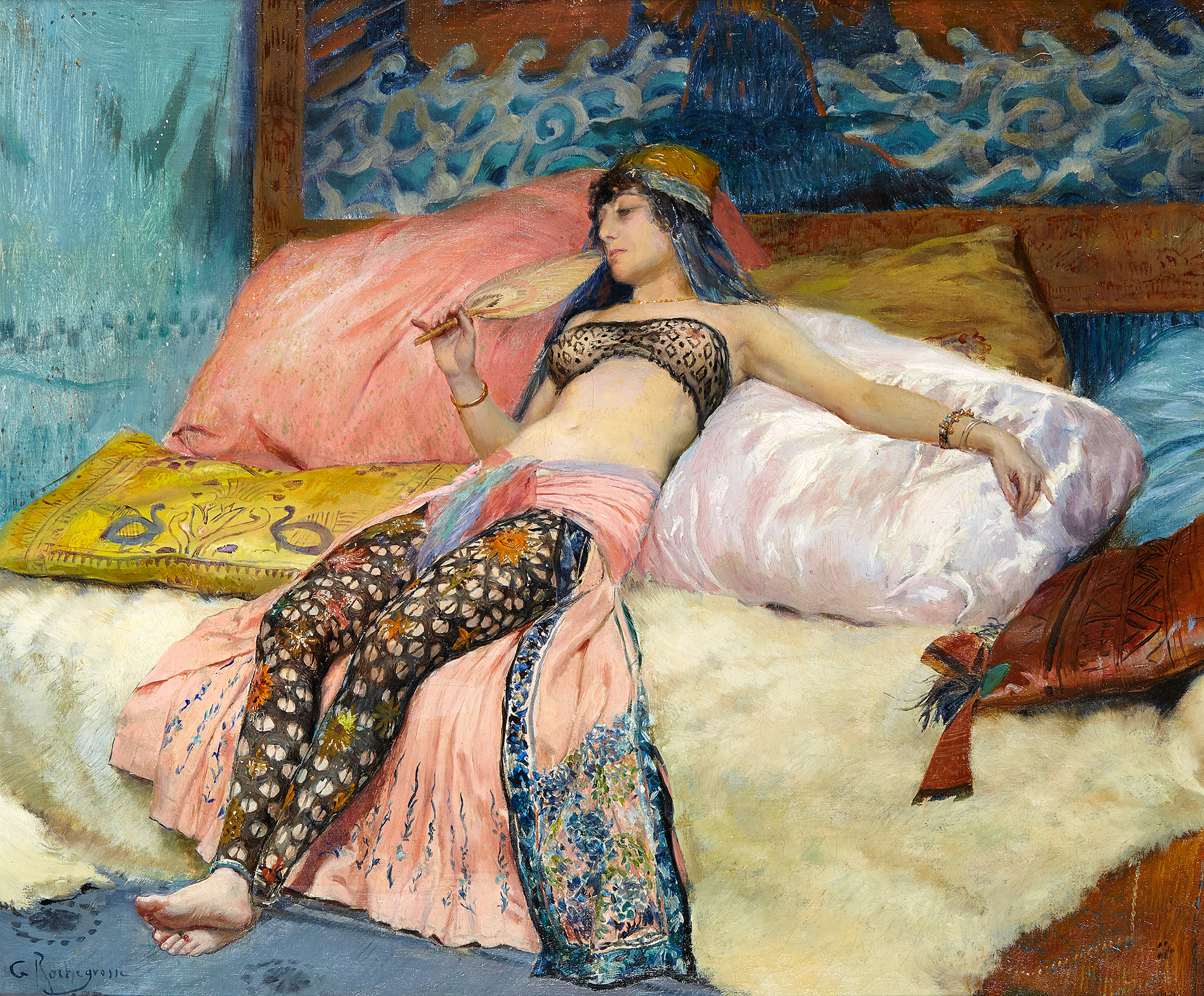
Sarah Bernhardt (en costume de scène), huile sur toile,, localisation inconnue.

- Roméo Charles Aglietti (1878-1956).
- Le prince d'Annam.
- Maurice Bouviolle (1893-1971), à Alger.
- Augustin Ferrando (1880-1957), à l'Académie Druet.
- Roger Charles Halbique (1900-1977), à Alger.
- Vincent Lorant-Heilbronn[33].
- Fred Money (1882-1956), dit Frédéric, pseudonyme de François-Raoul Billon.
- Paul Nicolaï (1876-1952), peintre, professeur à l'école des beaux-arts d'Alger.
- José Ortéga (1877-1955), en 1899 au Beaux-Arts d'Alger.
- Alexandre Rigotard (1871-1944).
- Marcel Rousseau-Virlogeux (né en 1884).